# 魏德邁岩
76°6′S 135°56′W / 76.100°S 135.933°W
魏德邁岩（英語：Wedemeyer Rocks）是南極洲的岩石，位於瑪麗伯德地，處於柏林山南坡，美國地質調查局根據測量和美國海軍拍攝的空中照片繪入地圖，現時由南極條約體系管理。